# Chiesa di Sant'Anna (Venezia)
La chiesa di Sant'Anna è un edificio religioso della città di Venezia, situato nel sestiere di Castello, affacciato sulla fondamenta omonima.

## Storia
La presenza sul territorio di piccole comunità agostiniane portò alla necessità di costruire nuovi monasteri, e nel 1240, grazie ai lasciti di un certo Andrea, fu incaricato Giacomo da Fano all'acquisto di un territorio adatto. Nel 1242 nell'area 
fra il rio di Castello e il canale di San Pietro, con concessione del vescovo Pietro Pino, fu eretto un convento intitolato a sant'Anna e santa Caterina.
Nel XIII secolo il convento passò alle monache benedettine, ma nel corso della seconda occupazione francese (1806-1814), in conseguenza del decreto del 28 luglio del 1806, la chiesa di Sant’Anna venne soppressa e le 31 monache furono aggregate alle consorelle di San Lorenzo.
Sistematicamente spogliata di ogni arredo sacro, nel 1817 i cinque altari assieme al pavimento furono spostati nella chiesa di San Biasio ai Forni, che nel frattempo era stata riaperta al culto, dopo aver subito un lungo periodo di abbandono.
Con decreto del 25 aprile 1810 il convento divenne un Collegio della Marina. Dopo l'annessione al Regno d'Italia, nel 1867 venne trasformato in ospedale della Regia Marina e l’aula della chiesa fu divisa in due piani da un solaio.

## Descrizione

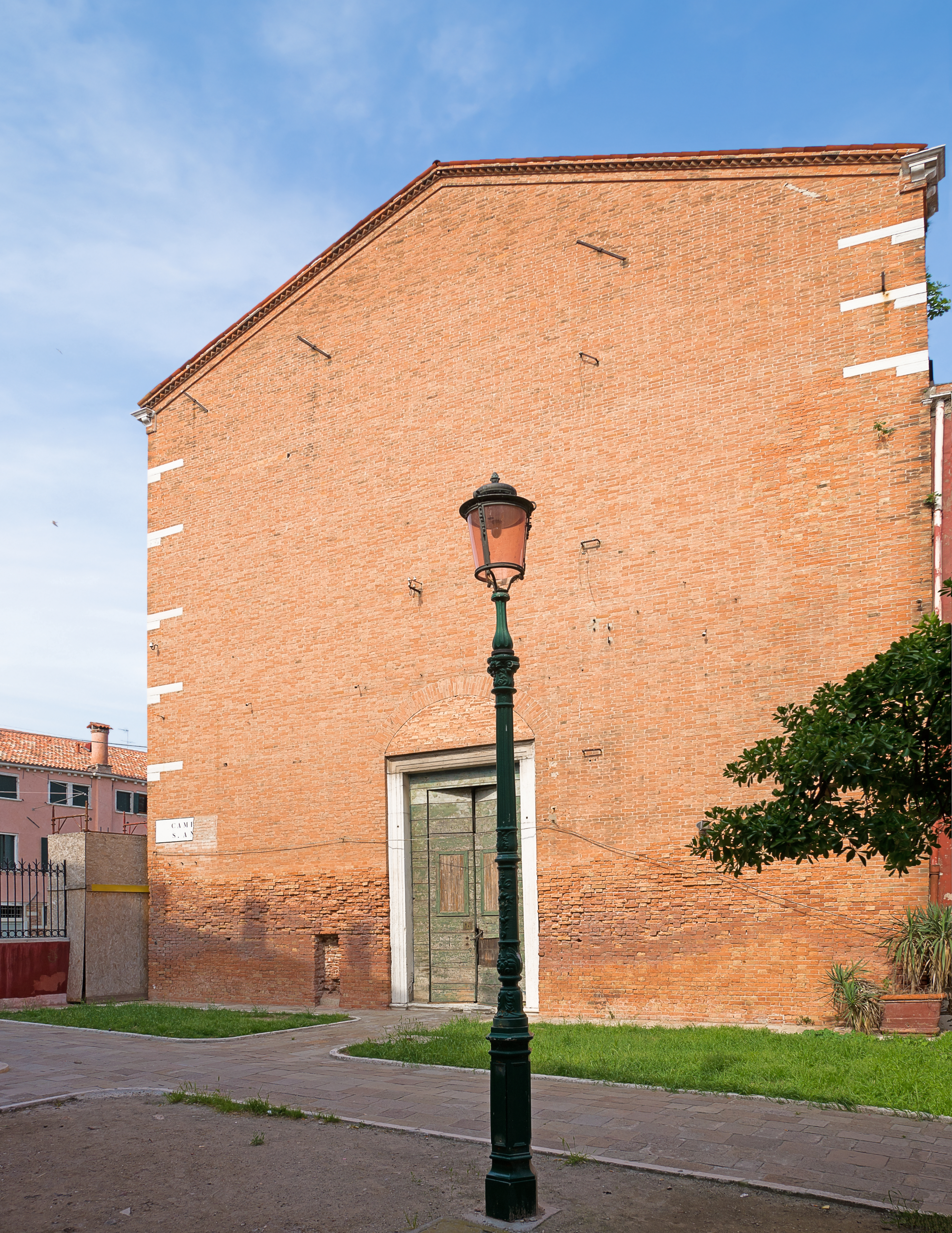
Facciata di Sant'Anna di Castello

L'edificio originale era a pianta basilicale, con tre navate e un impianto gotico, legato ai modi veneto-bizantini, inizialmente coperto da un soffitto piano andato perso.
Poiché l’antica chiesa versava in condizioni rovinose, su progetto di Francesco Contini il 4 ottobre 1634 cominciò la sua completa rifabbrica.
I lavori si conclusero nel 1659 e la consacrazione con il solo titolo di Sant’Anna viene officiata dal patriarca di Venezia Gianfrancesco Morosini. La nuova chiesa, tranne che per l’orientamento che rimase inalterato, aveva però cambiato radicalmente aspetto presentandosi ora con un’unica aula.
Sulle fiancate interne si trovano colonne corinzie, che sostengono la trabeazione.
Un'iscrizione ricorda il sacrificio di marangoni, calafati, remeri e segadori, maestranze dell'Arsenale di Venezia.
La chiesa è sconsacrata.